# هيروشي أغاسا
هيروشي أغاسا أو الدكتور أغاسا (باليابانية: 阿笠博士، بالروماجي: Agase-hakase) هو شخصية في مانغا وأنمي المحقق كونان.

## خلفية
جار وصديق لعائلة كودو، كما كان صديقا لشينتشي وران موري من أيام طفولتهم. له العديد من الاختراعات غير النافعة. وهو الذي اخترع جميع أدوات كونان وشارات وساعات فريق المتحرين الصغار.
كان أول من علم بحقيقة تقلص شينشتي كودو، وهو أيضا من اقترح عليه الانتقال إلى منزل المحقق موري للوصول إلى أفراد المنظمة السرية. ساعد أيضا شيهو ميانو واطلق عليها اسم آي هايبرا وسمحها لها العيش في منزله.
غالبا ما يذهب المتحرون الصغار برفقته في رحلات للتخييم تتحول قضايا معقدة.
جار سينشي كودو (كونان) وقريبه وهو مخترع اخترع لكونان(سينشي) اختراعات تساعده على حل الجرائم ومع ذلك هو يخترع ألعاب مسلية، والذي يعوضه عن القوة التي فقدها قبل أن يتقلص وهو الذي عثر على آي. وهو من الأشخاص الذين يعرفون بحقيقته. كان سينشي كودو وران موري يذهبان للعب عنده عندما كانا طفلين،
جار وصديق سينشي كودو أعزب يبلغ من العمر 53 عاماً وهو أول شخص أفصح له سينشي كودو بهويته بعد تقلصه، ونصحه اغاسا بإبقاء الأمر سرًا لمصلحة من حوله. أخبر ران موري بأن كونان هو قريب له وعرض عليها الاعتناء به لمدة من الزمن وذلك لأنه اعتقد أنه من الأفضل أن يعيش سينشي كودو مع كوغورو فتكون فرصة عثوره على من تسبب في تقليصه أكبر. كان يعيش في منزله وحده إلى أن ظهرت آي هايبرا –عضوة سابقة في العصابة- فاعتنى بها وفتح لها باب منزله مرحباً وتبناها فأصبح الوصي القانوني عليها. الدكتور اغاسا مهووس بالاختراع على أمل الوصول إلى الاختراع الذي سيدر عليه الملايين إلى حين ذلك قام باختراع معدات لكونان لمساعدته في عمليات التحري، مثل ساعة اليد المخدرة وربطة العنق المغيرة للأصوات والحذاء المزود بطاقة الدفع القوية لكن معظم اختراعاته تفشل وأحيانا يخترع أشياء رائعة ومفيدة. يحب الأطفال ويعاملهم بحنان ويأخذ أعضاء فريق المتحرين الصغار إلى رحلات ترفيهية ويعرض عليهم ألغاز مسليه. يستعين به كونان أحياناً في حل القضايا فيستخدم نبرة صوته في شرح وقائع الجريمة. كانت له صديقة منذ صباه وهي حبه الأول والوحيد اسمها ميسا مونشيتا، وقد التقى بها بعد 40 عاماً.

## الشخصية
ذكي ومتواضع مع الأطفال ويفتخر باختراعاته.

## اختراعاته
اخترع لكونان وفريق التحريات الصغير عدة أدوات تساعدهم في حل الجرائم مثل:
- ربطة العنق المغيرة للأصوات: بإمكان كونان تقليد أي صوت بهذه الآلة المساعدة.
- ساعة التخدير: ساعة عادية إلا أنها تحوي مسدس تخدير وكذلك مصباح كما أنها مضادة للماء وتحتوي أيضا على مدخل USB لأرسال الصور وغيرها.
- حذاء الركلة الخارقة: بإمكان كونان أن يركل أي شيء بقوة كبيرة باستخدام هذا الحذاء حيث يعمل الحذاء على شحن القدم بالموجات الكهرومغناطيسية.
- نظارات التتبع: وهي تعمل كردار تلتقط موجات من دبوس صغير صنعه الدكتور كما أنها مضادة للرصاص وتحتوي على جهاز تنصت في طرفيها.
- شارة المتحرين الصغار: هو جهاز إرسال واستقبال من صنع الدكتور يستخدمها فريق التحريات الصغير وأيضا يرسل إشاراته لنظارات التتبع.
- المزلاج ذو المحرك النفاث: يعمل بالطاقة الشمسية بإمكانه أن يسير حتى 30 كم/س كما أنه يخزن الطاقة ليعمل في الليل لمدة لا تتجاوز النصف ساعة.
- حزام الكرة: حزام صغير من صنع الدكتور يحتوي على كرة بداخله حيث يخرجها كونان وقت الحاجة كما تعبأ بالهواء تلقائيا.

وهنالك الكثير من الأدوات التي اخترعها الدكتور لمساعدة كونان مثل المظلة وأزرار التنصت.

## الشعبية
- عقدت eBookJapan استطلاعاً من 12 أبريل 2011 إلى 12 مايو 2011 لقراء المحقق كونان للتصويت لشخصية المفضلة لديهم. حصلت شخصية هيروشي أغاسا على المرتبة ال19 في الاستطلاع ب36 صوتا من أصل 5883 صوتا التي تم الإدلاء بها.[3]
- بمناسبة الوصول المانجا إلى الفصل 800، عقدت مجلة شونين الأحد استطلاعا لشعبية شخصيات المحقق كونان للاختيار من بينها. حصلت شخصيى آغاسا على المرتبة ال37 .[4]

## أصل الاسم
أتى اسم أغاسا من اسم كاتبة الرويات البريطانية أغاثا كريستي، أما الاسم الأول هيروشي (博士) فهو يُكتب بنفس حروف الكانجي لكلمة دكتور باليابانية.

## وصلات خارجية
- عالم المحقق كونان